# Septakord
Septakord je pojem z oblasti hudební teorie, označující souzvuk čtyř současně zahraných tónů, které jsou navíc poskládány podle určitých harmonických pravidel – odpovídají požadavkům terciového systému.

## Konstrukce septakordů
V rámci většinově užívaného terciového systému jsou septakordy odvozovány od některého z kvintakordů přidáním malé nebo velké tercie „nad“ třetí tón kvintakordu – vzniká tak akord, který kromě základního tónu, tercie a kvinty obsahuje jako čtvrtý tón septimu.
Pokud jsou uvažovány pouze základní čtyři kvintakordy vzniklé kombinací malých a velkých tercií (durový kvintakord, mollový kvintakord, zmenšený kvintakord a zvětšený kvintakord), lze teoreticky s využitím malé nebo velké tercie „poskládat“ osm základních septakordů. V praxi je jich pouze sedm, neboť velká tercie přidaná ke zvětšenému kvintakordu znamená, že by akord obsahoval zvětšenou septimu, která je ale totožná s oktávou, a tedy (z harmonického hlediska) se základním tónem.
Následující odstavec obsahuje seznam sedmi základních septakordů a jejich vlastnosti.

## Typy septakordů
Následující tabulka obsahuje základní typy septakordů a jejich vlastnosti:
- název – obsahuje běžně používaný název septakordu,
- kvintakord – obsahuje název kvintakordu, na kterém je septakord postaven pomocí terciového systému,
- septima – obsahuje typ použité septimy,
- příklad – obsahuje tónové složení septakordu od základního tónu C,
- akordová značka – obsahuje běžně užívané značky pro akord od základního tónu C, alternativy k těmto značkám lze najít v článku Seznam akordových značek,
- dur, moll, harm. moll, mel. moll – obsahuje informaci, od kterého stupně dané stupnice lze akord použít (například V u dur pro dominantní septakord znamená, že tento akord postavený na pátém stupni durové stupnice obsahuje pouze tóny této stupnice – lze jej tedy použít jako dominantu v durových skladbách).

| Název                   | kvintakord | septima  | příklad                  | akordová značka                | dur         | moll     | harm. moll | mel. moll |
| ----------------------- | ---------- | -------- | ------------------------ | ------------------------------ | ----------- | -------- | ---------- | --------- |
| Dominantní septakord    | durový     | malá     | c – e – g – b            | {\displaystyle C^{7}\,\!}      | V           | VII      | V          | IV, V     |
| Velký septakord         | durový     | velká    | c – e – g – h            | {\displaystyle C^{maj7}\,\!}   | I, IV       | III, VI  | VI         | –         |
| Malý mollový septakord  | mollový    | malá     | c – es – g – b           | {\displaystyle Cmi^{7}\,\!}    | II, III, VI | I, IV, V | IV         | II        |
| Velký mollový septakord | mollový    | velká    | c – es – g – h           | {\displaystyle Cmi^{maj7}\,\!} | –           | –        | I          | I         |
| Malý zmenšený septakord | zmenšený   | malá     | c – es – ges – b         | {\displaystyle Cmi^{7b5}\,\!}  | VII         | II       | II         | VI,VII    |
| Zmenšený septakord      | zmenšený   | zmenšená | c – es – ges – heses(=a) | {\displaystyle Cdim\,\!}       | –           | –        | VII        | –         |
| Zvětšený septakord      | zvětšený   | velká    | c – e – gis – h          | {\displaystyle C+^{maj7}\,\!}  | –           | –        | III        | III       |

## Příklad použití septakordů
V následující tabulce je na příkladu durové tóniny C vidět, jak lze použít septakordy k harmonizaci skladby v této tónině.
První sloupec obsahuje stupeň durové stupnice, druhý sloupec tón na tomto stupni v C dur, třetí sloupec kvintakord, který lze postavit na daném stupni (tak, aby obsahoval pouze tóny stupnice C dur) a konečně ve čtvrtém sloupci septakord, který lze postavit na daném stupni. Volba mezi septakordem a kvintakordem je dána charakterem skladby – zatímco u lidové písně se použití septakordů obvykle omezuje na dominantní septakord na pátém stupni, u umělých a zvláště jazzových skladeb je použití septakordů mnohem častější.
| Stupeň | tón (C dur) | kvintakord | v C dur                      | septakord     | v C dur                        |
| ------ | ----------- | ---------- | ---------------------------- | ------------- | ------------------------------ |
| I      | c           | durový     | {\displaystyle C\,\!}        | velký         | {\displaystyle C^{7maj}\,\!}   |
| II     | d           | mollový    | {\displaystyle Dmi\,\!}      | malý mollový  | {\displaystyle Dmi^{7}\,\!}    |
| III    | e           | mollový    | {\displaystyle Emi\,\!}      | malý mollový  | {\displaystyle Emi^{7}\,\!}    |
| IV     | f           | durový     | {\displaystyle F\,\!}        | velký         | {\displaystyle F^{7maj}\,\!}   |
| V      | g           | durový     | {\displaystyle G\,\!}        | dominantní    | {\displaystyle G^{7}\,\!}      |
| VI     | a           | mollový    | {\displaystyle Ami\,\!}      | malý mollový  | {\displaystyle Ami^{7}\,\!}    |
| VII    | h           | zmenšený   | {\displaystyle Hmi^{5-}\,\!} | malý zmenšený | {\displaystyle Hmi^{7/5-}\,\!} |

Z tabulky v předchozím oddílu lze vyčíst i použití ostatních méně frekventovaných septakordů – například zvětšeného septakordu na třetím stupni stupnice harmonické moll.